# Французька православна церква
Французька православна церква (ФПЦ; фр. Église orthodoxe française, EOF) — 
1) самоврядна західно-православна церква, сформована в 1975 році, яку спочатку включила до себе в 1987 році на правах автономної єпархії Православна Автономна Митрополія Західної Європи та Америки. Однак останню юрисдикцію залишив у 1996 році предстоятель Французької православної церкви, архієпископ Паризький Вігілій (Валентин Моралес, 1918-2009), котрий відділився від влади митрополита Міланського Євлогія (Хеслера), і утворив свою самостійну церкву.
Після смерті Вігілія 2009 року першим ієрархом церкви служить єпископ Мартін (Лапла), настоятель православного монастиря Святого Мішеля в департаменті Вара. ФПЦ має громади у Франції, Бразилії та у франкомовних країнах у Карибському басейні.
2) самоназва двох автономних структур: церковної автономії у складі УПЦ-КП, якою керував затверджений синодом УПЦ-КП як митрополит Паризький  Михаїл (Лярош), та церковної автономії у складі УАПЦ-Соборноправної, а також самоназва третьої структури, яку заснував колишній єпископ РПЦЗ Іоанн (Ковалевський), відомої також, як Кафолическая православная церковь Франции.
Крім Французької Православної Церкви, до складу Паризької архиєпископії-митрополії УПЦ-КП в 1996-1998 роках перейшла частина так званої Португальської Православної Церкви, більш відомої, як Кафолическая православная церковь Португалии.  
Станом на початок лютого 2003 року, в єпископаті УАПЦ-Соборноправної числилися: Калліст (Паскаль Монсольв) - як митрополит-архієпископ Тулонський і Французький, екзарх Західноєвропейський і Африканський; Ніколас - єпископ-вікарій для сирійського обряду Західноєвропейської митрополії-екзархату; єпископ Пабло (Мануель Альварес) - вікарій для Іспанії (призначений єпископом у грудні 2002 року, висвячений на початку 2003 року .), та єпископ-вікарій для Карибських островів Давид Пурьє (David Poirier). .

## Відносини з іншими церквами
ФПЦ встановила повний зв’язок з православною церквою галлів та кельтською православною церквою через нову міжнародну спільноту - так звану  "Communion des Eglises Orthodoxes Occidentales" (спілкування західних православних церков), з моменту її створення 25 грудня 2007 року. 
Єпископи цієї спільноти регулярно збираються для зміцнення своїх зв'язків і прихильності спільному способу життя, включаючи визнання святих один одного, літургійні обряди та звичаї, а також вільну взаємозамінність духовенства.